# Café de Flore

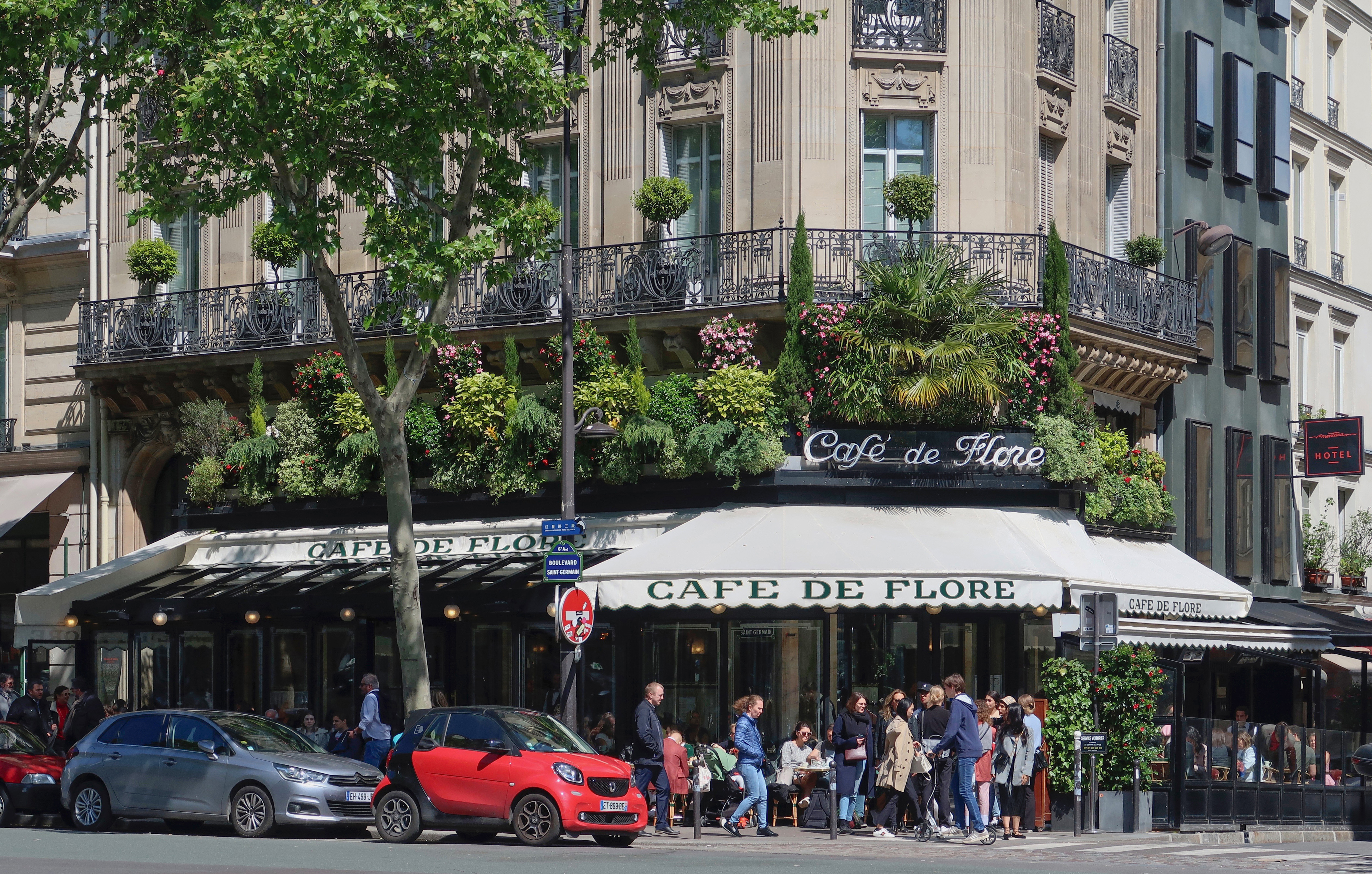
Café de Flore, năm 2019

Café de Flore là một quán cà phê nổi tiếng, nằm ở số 172 đại lộ Saint-Germain, Quận 6 thành phố Paris. Được mở từ năm 1887, trong suốt thế kỷ 20, Café de Flore từng là điểm đến của rất nhiều nhân vật nổi tiếng, cả những chính khách như Trotsky, Chu Ân Lai cho tới các nghệ sĩ như Jean-Paul Sartre, Picasso, Yves Saint Laurent, Ernest Hemingway... Cùng với Les Deux Magots và Brasserie Lipp, Café de Flore là một trong ba quán cà phê nổi tiếng của khu phố Saint-Germain-des-Prés.
| Métro Paris | Bến tàu điện ngầm: Saint-Germain-des-Prés |

## Lịch sử
Quán Café de Flore được mở cửa vào năm 1887, dưới thời Đệ tam cộng hòa. Chữ Flore được lấy theo tên bức tượng đặt ở phía bên kia đại lộ. Tại tầng một của quán, vào cuối thế kỷ 19, Charles Maurras đã viết Sous le Signe de Flore.
Khoảng năm 1913, Guillaume Apollinaire cùng André Salmon đầu tư vào địa điểm này để trở thành tòa soạn của tạp chí Les soirées de Paris. Trong thời gian Thế chiến thứ nhất, Apollinaire vẫn tiếp tục làm việc tại Flore. Đây cũng là khoảng thời gian Apollinaire sáng tạo ra từ "siêu thực" để chỉ một trào lưu nghệ thuật mới khi đó. Tristan Tzara tới Paris, Flore trở thành điểm hẹn của các nghệ sĩ Dada. Trong những năm 1930, Café de Flore trở thành điểm đến của những vị khách danh tiếng như Trotsky, Chu Ân Lai. Bên cạnh những nhà văn, nhà thơ như Georges Bataille, Robert Desnos... khánh hàng của Café de Flore còn có các họa sĩ như Ossip Zadkine, Picasso... cùng những nhà làm phim như Marcel Carné, Yves Allégret...
Năm 1939, Paul Boubal mua lại quán Café de Flore. Từ thập niên 1940, trong những khách hàng thường xuyên của Café de Flore xuất hiện cặp đôi nổi tiếng của triết học thế kỷ 20: Jean-Paul Sartre và Simone de Beauvoir. Sartre viết: Chúng tôi ngồi ở đây từ 9 giờ sáng [...], chúng tôi làm việc, ăn ở đây...
Một điều đặc biệt, trong thời gian Paris bị chiếm đóng, những người Đức không xuất hiện ở Café de Flore. Jean-Paul Sartre viết: Con đường của Flore trong bốn năm với tôi là con đường của tự do. Thời kỳ này, Café de Flore giống một câu lạc bộ kiểu Anh hơn là một quán cà phê. Mỗi bàn thường có tới 10, 12 người ngồi tụ tập. Ngoài nhóm của Sartre, nhóm cộng sản cũng có mặt với Marguerite Duras, Dionys Mascolo, Roger Vailland....
Sau chiến tranh, Café de Flore có thêm các vị khách mới: Albert Camus, Boris Vian, Juliette Gréco, André Breton. Đây cũng là thời kỳ khu phố Saint-Germain-des-Prés trở thành trung tâm của kịch nghệ, văn học. Arthur Koestler, Ernest Hemingway, Truman Capote, Lawrence Durrell cùng tham gia Club de France, câu lạc bộ do Paul Boubal khởi xướng Thập niên 1960, Café de Flore trở thành điểm điểm yêu thích của giới điện ảnh. Nhiều tên tuổi lớn của điện ảnh Pháp và thế giới tìm tới: Jane Fonda, Roman Polanski, Brigitte Bardot, Alain Delon, Belmondo. Giới văn học tiếp tục với Sagan, Roland Barthes... và có thêm các nhà tạo mẫu Yves Saint Laurent, Givenchy... các họa sĩ Alberto Giacometti, Dalí...
Năm 1983, Paul Boubal nhượng lại quán cho vợ chồng nhà Siljegovic. Tên tuổi của Café de Flore đã trở thành nổi tiếng. Quán tiếp tục là điểm đến của những tên tuổi lớn, đặc biệt là giới điện ảnh, cả Pháp và Hoa Kỳ, như Lauren Bacall, Catherine Deneuve, Sharon Stone, Robert De Niro, Francis Ford Coppola, Johnny Depp, Jack Nicholson, Al Pacino, Tim Burton... Những nhà văn như Paul Auster, Paulo Coelho... vẫn tiếp tục là khách hàng của quán.

## Giải thưởng Flore
Giải thưởng Flore (Prix de Flore) được bắt đầu vào 10 tháng 5 năm 1994 do Frédéric Beigbeder lập ra (Frédéric Beigbeder là một nhà văn Pháp, sinh năm 1965, tác giả của các tác phẩm: Một nhà văn Pháp, Kẻ ích kỷ lãng mạn...). Với trị giá 40 ngàn franc, giải trao cho một tài năng văn học "hứa hẹn". Ban giám khảo của giải gồm 13 nhà báo độc lập. Giải được trao khoảng tháng 11 hàng năm, vào một tối quán tạm đóng cửa.
| - 1994: Cantique de la racaille của Vincent Ravalec - 1995: Le Pas du loup của Jacques A. Bertrand - 1996: Le Sens du combat của Michel Houellebecq - 1997: Le Chameau sauvage của Philippe Jaenada - 1998: Les Jolies choses của Virginie Despentes - 1999: Nicolas Pages của Guillaume Dustan - 2000: Mémoire courte của Nicolas Rey | - 2001: L'Empire de la morale của Christophe Donner - 2002: Rapport sur moi của Grégoire Bouillier - 2003: Mammifères của Pierre Mérot - 2004: Autobiographie érotique của Bruce Benderson - 2005: Boys boys boys của Joy Sorman - 2006: Rendez-vous của Christine Angot - 2007: Ni d'Ève ni d'Adam của Amélie Nothomb |

Năm 2007, giải có thêm Flore du lycéen trao cho Viens là que je te tue ma belle của Boris Bergmann.

## Các địa điểm khác
Ngoài quán nằm ở 172 đại lộ Saint-Germain Quận 6, Café de Flore còn có một cửa hàng ở số 26 phố Saint-Benoît. Tại Nhật Bản, có bốn quán Café de Flore tại bốn thành phố:
- Tokyo: 5-1-2 Jingumae, Shibuya.
- Fukuoka: 1-2-22 Sumiyoshi, Hakata-ku.
- Kyoto: The Cube B2F, JR Kyoto station building, Shimogyo-ku.
- Osaka: Nagahori-Chikagai 5, 3-Chome, Minemi-senba, Chuo-ku.